# Jimmi Bredahl
Jimmi Bredahl (født 26. august 1967 i København) er en tidligere professionel bokser. Han er storebror til Johnny Bredahl, der ligeledes var en succesfuld bokser.

## Amatørkarriere
Jimmi Bredahl vandt som 17-årig det danske seniormesterskab i bantamvægt første gang i 1985 og igen året efter. I 1987 vandt Jimmi Bredahl DM i fjervægt og deltog samme år i EM i Torino, men opnåede ingen medalje. Han vandt atter DM i fjervægt i 1989. Herefter opgav Jimmi Bredahl amatørkarrieren og skrev i stedet kontrakt med Mogens Palle.

## Professionel karriere
Jimmi Bredahl debuterede som professionel den 17. marts 1989 ved et boksestævne afholdt på Brædstrup Kro i Brædstrup i en kamp over 6 omgange a to minutter mod den rutinerede englænder Des Gargano, der nogle måneder forinden havde tabt til Eyub Can. Bredahl vandt sin debutkamp på point. Bredahl opnåede hurtigt en række sejre over forholdsvis kompetente boksere, og allerede i sin 12. professionelle kamp fik Jimmi Bredahl en titelkamp, da ham blev matchet mod franskmanden Pierre Lorcy  om den ledige EM-titel i junior-letvægt.
Kampen mod Lorcy blev arrangeret i Paris den 7. marts 1992. Lorcy var en rutineret bokser med kun et enkelt nederlag i sine 30 kampe. Danske boksere har erfaringsmæssigt haft særdeles vanskeligt ved at vinde betydningsfulde kampe i udlandet, men Bredahl leverede en solid indsats, og stoppede franskmanden i 11. omgang af EM-kampen, og blev herefter europamester. 
EM-titlen blev springbræt til en VM-kamp i det daværende mindre bokseforbund WBO mod den franske verdensmester i junior-letvægt Daniel Londas. Kampen blev arrangeret som en del af et større boksestævne den 4. september 1992 i Parken i København, hvor Jimmi Bredahl toppede plakaten sammen med sin bror Johnny Bredahl, der ligeledes boksede VM-kamp om WBO-titlen i super-fluevægt. Jimmi Bredahl boksede en stor kamp og to af dommerne havde da også Bredahl som sikker vinder med 118-111, hvor i mod den sidste dommer scorede kampen uafgjort med to omgange til hver bokser og 8 lige omgange. Med dommerstemmerne 2-1 vandt Bredahl således VM-titlen, og brødrene Bredahl var herefter begge verdensmestre, da Johnny Bredahl ligeledes vandt sin kamp. 
Jimmi Bredahl boksede herefter et par kampe, som alle blev vundet uden problemer, herunder et titelforsvar mod Renato Cornett. Bredahl fik herefter muligheden for en titelkamp mod den stærke amerikaner Oscar de la Hoya. Oscar de la Hoya havde haft en lang succesfuld amatørkarriere bag sig med en guldmedalje i letvægt ved Sommer-OL 1992 som højdepunktet. Som professionel havde de la Hoya før kampen mod Bredahl bokset 11 kampe, der alle var blevet vundet, heraf de 10 på knockout. Kampen blev afviklet den 5. marts 1994 på det olympiske auditorium i Los Angeles. Oscar de la Hoya var før kampen massiv favorit, og satte sig hurtigt i respekt ved at sende Bredahl i gulvet i 1. og 2. omgang. Hoya havde kun to gange før i karrieren behøvet mere end 4 omgange for at stoppe sine modstandere, men Bredahl viste stor vilje og mod ved at komme tilbage efter gulvturne, og holdt til og med 10. omgang, hvor stævnelægen imidlertid stoppede kampen til fordel for de la Hoya. Oscar de la Hoya vandt siden en lang række VM-titler, og anses generelt som en af 90’ernes største boksere. 
Uden VM-titlel drog Bredahl tilbage til Danmark, hvor hans næste kamp fandt sted den 7. oktober 1994 i KB Hallen mod europamesteren i junior-letvægt Jacobin Yoma. Bredahl tabte skuffende EM-kampen på point, og noterede sig sit 2. nederlag i 18 kampe. Bredahl boksede herefter i 1995-96 en række kampe, der alle blev vundet, og det lykkedes herefter Mogens Palle at arrangere en VM-kamp i det lille forbund International Boxing Organization om dette forbunds ledige VM-titel i junior-letvægt. Modstanderen var mexicaneren Angel Aldama, der med 28 sejre i 39 kampe var erfaren, men ikke tilstrækkelig stærk til at besejre Jimmi Bredahl, der med sejren den 29. marts 1996 atter kunne kalde sig verdensmester. 
Æren som verdensmester holdt dog kort, idet Bredahl kun et halvt år efter tabte titlen i det første titelforsvar mod amerikaneren Troy Dorsey ved et stævne i Vejle, da Bredahl måtte opgive at fortsætte efter 7. omgang af kampen. 
Jimmi Bredahl opnåede i alt 29 kampe, hvoraf de 26 blev vundet og 3 tabt. 